# Ludwig Paul Häußner
Ludwig Paul Häußner (geboren 1958) ist ein deutscher Pädagoge, Wirtschafts- und Erziehungswissenschaftler und Autor.

## Leben
Häußner wuchs als Sohn von Heinrich und Franziska Häußner zusammen mit vier Geschwistern im Ortsteil Unterwittighausen der Gemeinde Wittighausen auf. Ab 1974 war er für einige Jahre Vorsitzender der Kolpingsfamilie Unterwittighausen. Nach seinem Abitur am Wirtschaftsgymnasium der Kaufmännischen Schule Tauberbischofsheim begann er ein Studium der Betriebswirtschaftslehre in Heidenheim und London, welches er 1982 abschloss. Nach verschiedenen Stationen in der freien Wirtschaft übernahm er von 1987 bis 1994 die Geschäftsführung der Freien Waldorfschule in Schwäbisch Hall. Bis 2002 leitete Häußner ein Schraubenwerk, bevor er sich endgültig führungspädagogischen Themen widmete.
Von 2003 bis 2009 war Häußner stellvertretender Institutsleiter am Stiftungslehrstuhl für Entrepreneurship des Karlsruher Instituts für Technologie, wo er mit Götz Werner zusammenarbeitete. Im Jahre 2009 promovierte Häußner mit einer Arbeit über „Dialog, Führung und Zusammenarbeit“ in Bezug auf Unternehmenskultur und Arbeitsrecht an der Universität Koblenz-Landau. Von 2009 bis 2012 arbeitete Häußner an einem Projekt des Bundesministeriums für Bildung und Forschung zum „Beruflichen Lernen im Produktionsprozess“ bei der Daimler AG in Mannheim in Verbindung mit der Akademie Führungspädagogik in Landau in der Pfalz. Danach gründete Häußner gemeinsam mit anderen ein Heilpädagogisches Zentrum mit dem Namen „edukativa“ sowie ein Institut für Agogik und wissenschaftliche Weiterbildung.
Häußner ist Vater von vier erwachsenen Kindern sowie mehrfacher Großvater und lebt heute in Karlsruhe.

## Werke (Auswahl)
- Ludwig Paul Häußner: Dialog, Führung und Zusammenarbeit. Führungspädagogik als Agogik, 332 Seiten, KIT Scientific Publishing, Karlsruhe 2009.
- André Presse, Ludwig Paul Häußner und Sonja Köke: Klimaschutz und Ernährungssicherheit: Ein globaler ordnungspolitischer Ansatz für CO2 als Gemeinschaftsgut. 2. Auflage, KIT Scientific Publishing, Karlsruhe 2010.
- Ludwig Paul Häußner, Ferdinand Rohrhirsch: Unternimm mit anderen. Führung als Selbstführung im unternehmerischen Mitsein, Karlsruher Institut Fur Technologie, Karlsruhe 2014.

## Beiträge (Auswahl)
- Wohlstand für alle durch Einkommen für alle?: Soziale Marktwirtschaft im 21. Jahrhundert (S. 111–128), In: Die Arbeitswelt von morgen, 2010.